# 会津縦貫北道路
会津縦貫北道路（あいづじゅうかんきたどうろ）は、福島県の喜多方市から会津若松市に至る、総延長約20キロメートル (km) の地域高規格道路（国道121号）である。
この内、喜多方市から会津若松市までの総延長13.1 kmが開通しており、自動車専用道路となっている。会津縦貫南道路、栃木西部・会津南道路と共に会津地方の南北を結ぶ高速交通の要となる路線である。
将来的には会津縦貫南道路との接続も視野に入れており、福島県では当面の終点となる会津若松北ICから大きく南西方に迂回して若松西バイパスまで延伸する区間を若松北バイパスとして2016年より事業化している。この場合磐越自動車道と交差する箇所での直接的な相互乗り入れは想定されていない。
また、喜多方市側においても当面の起点となる喜多方ICから、現道とは別線による高規格道路の整備が構想されている。こちらは具現化されておらず、あくまで計画路線の扱いである。

## 概要
- 起点 : 福島県喜多方市関柴町大字西勝
- 終点 : 福島県会津若松市高野町大字中沼
- 総延長 : 13.1 km
- 規格 : 第1種第3級
- 道路幅員 : 20.5 m
- 車線数 : 暫定2車線（完成4車線）
- 車線幅員 : 3.5 m
- 設計速度 : 80 km/h

### 若松北バイパス
- 起点 : 福島県会津若松市高野町大字中沼
- 終点 : 福島県会津若松市神指町大字高瀬
- 総延長 : 3.2 km
- 道路幅員 : 20.5 m
- 車線数 : 暫定2車線（完成4車線）

## 沿革
- 1994年（平成6年）12月16日：計画路線に指定。
- 1996年度（平成8年度）：都市計画決定。
- 1997年度（平成9年度）：事業化。
- 1999年度（平成11年度）：用地買収に着手。
- 2002年度（平成14年度）：着工。
- 2009年（平成21年）10月4日：塩川IC - 湯川北IC間 開通。
- 2011年（平成23年）11月6日：喜多方IC - 塩川IC間 開通[5]。
- 2013年（平成25年）9月8日：湯川北IC - 湯川南IC間 開通[6][7]。
- 2015年（平成27年）9月6日：湯川南IC - 会津若松北IC間 開通[8]。
- 2016年（平成28年）
  - 2月2日：会津若松北IC - 会津若松市神指町間の追加工区 都市計画決定[9]。
  - 4月1日：追加工区 若松北バイパスとして事業化[10]。

## インターチェンジなど
- IC番号欄の背景色が■である部分については道路が供用開始済みの区間を示している。また、施設名欄の背景色が■である部分は施設が供用開始されていない、完成していないことを示す。なお、未開通区間の施設名は仮称である。
- 全施設、福島県に所在。

| IC番号                     | 施設名         | 接続路線名                                                         | 起点 から （km） | 備考                             | 所在地     |
| -------------------------- | -------------- | ------------------------------------------------------------------ | ---------------- | -------------------------------- | ---------- |
| -                          | 喜多方IC       | 国道121号                                                          | 0.0              |                                  | 喜多方市   |
| -                          | 塩川IC         | 福島県道61号塩川山都線                                             | 4.7              |                                  | 喜多方市   |
| -                          | 湯川北IC       | 湯川村道浜崎高瀬笈川線                                             | 7.9              |                                  | 湯川村     |
| -                          | 湯川南IC       | 福島県道33号会津坂下河東線                                         | 10.1             |                                  | 湯川村     |
| -                          | 会津若松北IC   | 国道121号                                                          | 13.1             |                                  | 会津若松市 |
| -                          | （名称未定）IC | 国道118号（若松西バイパス） 福島県道59号会津若松三島線（バイパス） | -                | 若松北バイパス：2026年度開通予定 | 会津若松市 |
| 会津縦貫南道路（計画路線） |                |                                                                    |                  |                                  |            |

## 交通量
平日24時間交通量（平成27年度道路交通センサス）
- 会津若松市高野町大字中沼西坂才甲 : 11633
- 喜多方市高堂太村東 : 12604

## 主な橋梁
姥堂跨線橋（JR磐越西線）（喜多方IC - 塩川IC）
- 全長：145.0 m
  - 主径間：55.0 m

- 幅員：12.39 m
- 形式：3径間連続鋼細幅箱桁橋
- 竣工：2012年
- 施工：三菱重工橋梁エンジニアリング

日橋川橋（日橋川）（塩川IC - 湯川北IC）